# Gmina Żnin
Die Gmina Żnin [ˈʒɲin] ist eine Stadt-und-Land-Gemeinde im Powiat Żniński der Woiwodschaft Kujawien-Pommern in Polen. Sitz des Powiats und der Gemeinde ist die gleichnamige Stadt (deutsch Znin) mit etwa 14.000 Einwohnern.

## Geographie

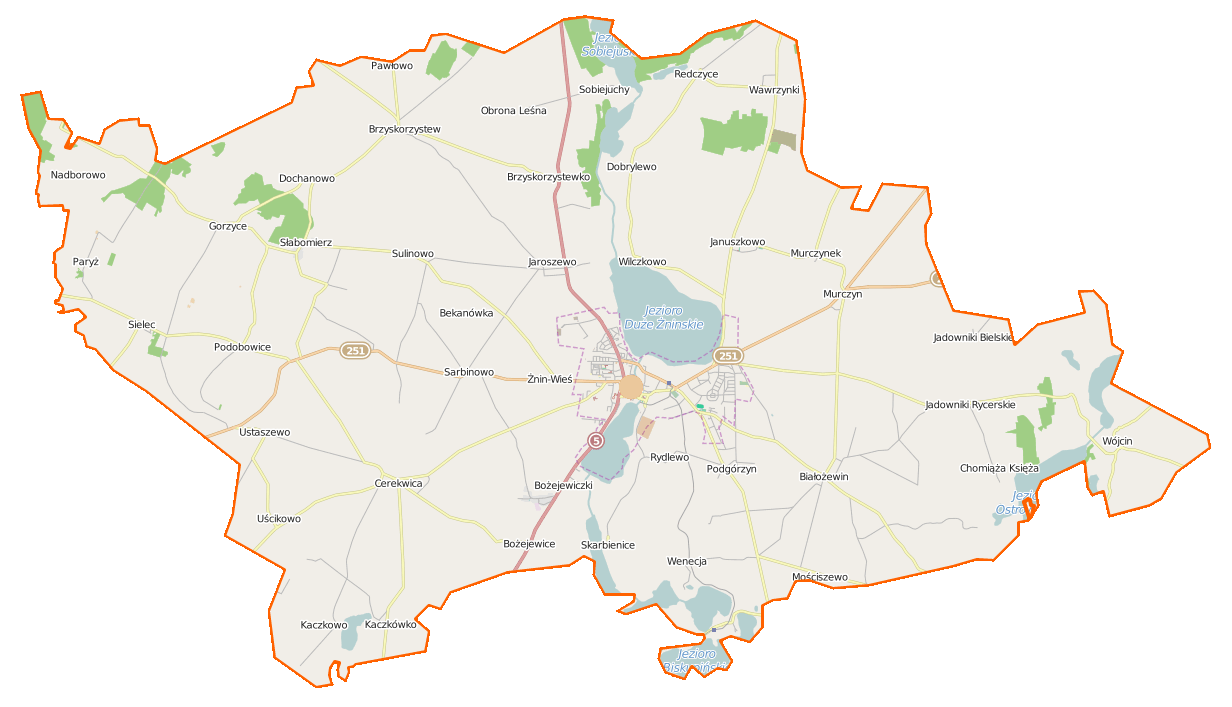
Karte der Gemeinde

Die Gemeinde liegt etwa 30 Kilometer südwestlich der Stadt Bydgoszcz (Bromberg). Ihr Hauptort liegt an der Gąsawka (Gonsawka), zwischen den Seen Duże Żnińskie und Małe Żnińskie (Großer und Kleiner Zniner See).

## Geschichte
Im Rahmen der Ersten Teilung Polens 1772 kam das Gemeindegebiet an Preußen. Im Jahr 1919 wurde es Teil des wieder entstandenen Polen. In der Besatzungszeit (1939–1945) des Zweiten Weltkriegs wurde die Stadt in Dietfurt umbenannt, auch die bis dahin amtlichen deutschen Namen der Dörfer wurden zwischen 1939 und 1943 geändert. Noch vor Kriegsende kam das Gebiet wieder an Polen. Von 1934 bis 1954 bestanden auf Gemeindegebiet die Gemeinden Żnin (Stadt), Żnin-Wschód (Znin-West) und Żnin-Zachód (Znin-West).
Die Landgemeinde wurde 1973 gebildet, 1975 kam die Stadtgemeinde hinzu und die Gemeinde erhielt ihren heutigen Status. Von 1975 bis 1998 gehörte die Gemeinde zur Woiwodschaft Bydgoszcz. Im Jahr 1976 kamen Teile der 1973 gegründeten Gmina Gorzyce zum Gemeindegebiet.

### Städte- und Gemeindepartnerschaften
- Birštonas, Litauen
- Mettmann, Deutschland
- Ommen, Niederlande
- Veselí nad Moravou, Tschechien

## Gliederung
Die Stadt-und-Land-Gemeinde Żnin besteht aus der namensgebenden Stadt und 40 Dörfern mit Schulzenämtern:
| polnischer Name     | deutscher Name (1815–1919)           | deutscher Name (1939–1945)               |
| ------------------- | ------------------------------------ | ---------------------------------------- |
| Białożewin          | Bialozewin 1901–1919 Bialoschewin    | Heymannsdorf                             |
| Bożejewice          | Bozejewice 1901–1919 Boschwitz       | 1939–1943 Erxleben 1943–1945 Boschwitz   |
| Bożejewiczki        | Bozejewiczki                         | Brambach                                 |
| Brzyskorzystew      | Brzyskorzystew 1901–1919 Birkenfelde | Birkenfelde                              |
| Brzyskorzystewko    | Brzyskorzystewko                     | Erlhof                                   |
| Cerekwica           | Cerekwica                            | Seydlitz                                 |
| Chomiąża Księża     | Geistlich Chomionza                  | Eichgrund                                |
| Dobrylewo           | Gutenwerder                          | Gutenwerder                              |
| Dochanowo           | Dochanowo                            | Dolgen                                   |
| Gorzyce             | Schöneck                             | Schöneck                                 |
| Jadowniki Bielskie  | Wartenberg                           | Wartenberg                               |
| Jadowniki Rycerskie | Jadownik                             | 1939–1943 Bismarckswalde 1943–1945 Jaden |
| Januszkowo          | Januszkowo 1901–1919 Januschkowo     | Bartelsheim                              |
| Jaroszewo           | Jaroschewo                           | 1939–1943 Jarau 1943–1945 Garau          |
| Kaczkowo            | Kaczkowo                             | Dunen                                    |
| Kaczkówko           | Kaczkowko 1873–1919 Sommerfeld       | Sommerfeld                               |
| Kierzkowo           | Kierschkowo                          | Schwerin                                 |
| Murczyn             | Murczyn 1901–1919 Murtschin          | Spindlersfelde                           |
| Murczynek           | Hohenkamp                            | Hohenkamp                                |
| Nadborowo           | Nadborowo                            | Birkholz                                 |
| Paryż               | Paryz                                | Frankenstein                             |
| Podgórzyn           | Podgorschin                          | Brandhöft                                |
| Podobowice          | Podobowitz 1908–1919 Podau           | 1939–1943 Podau 1943–1945 Potthorst      |
| Redczyce            | Rettschütz                           | Rettschütz                               |
| Rydlewo             | Rydlewo                              | Riedelshausen                            |
| Sarbinowo           | Sarbinowo                            | Sarbenau                                 |
| Sielec              | Sielec-Hufen                         | Schielitz                                |
| Skarbienice         | Skarbienice 1908–1919 Skarbinitz     | Skarben                                  |
| Słabomierz          | Slabomierz                           | Rosenfelde                               |
| Słębowo             | Slembowo                             | Blüchersfelde                            |
| Sobiejuchy          | Sobiejuchy                           | Niedersachsen                            |
| Sulinowo            | Sulinowo                             | Teichhausen                              |
| Ustaszewo           | Kornthal                             | Korntal                                  |
| Uścikowo            | Wieneck                              | Wieneck                                  |
| Wawrzynki           | Lawrenzhof                           | Lorenzhof                                |
| Wenecja             | Venetia                              | Venetia                                  |
| Wilczkowo           | Obersee                              | Obersee                                  |
| Wójcin              | Woycin                               | Waldersee                                |
| Żnin Wieś           | Znin Wies                            | eingemeindet zu Dietfurt                 |

(Die amtlichen deutschen Bezeichnungen stammen aus der preußischen Zeit, 1815–1919, und aus der Zeit der deutschen Besetzung im Zweiten Weltkrieg 1939–1945.)

## Sehenswürdigkeiten (Auswahl)
- Fachwerkkirche in Brzyskorzystew von 1826
- Gut und Herrenhaus in Uścikowo mit Park, 19. Jahrhundert
- Burgruine Wenecja
- Schmalspurbahnmuseum Wenecja mit Museumsbahn (siehe unten)

## Verkehr
Der Hauptort hatte einen Bahnhof an der Bahnstrecke Inowrocław–Drawski Młyn, in Żnin zweigte die Bahnstrecke Żnin–Szubin ab. An der ersten Strecke bestanden Haltepunkte in den Dörfern Jadowniki Rycerskie und Podobowice, an der zweiten in Jaroszewo.
Die Żnińska Kolej Powiatowa (Zniner Kreisbahn) wird heute teilweise als Museumsbahn betrieben.